# Dexter Morgan
Dexter Morgan, también conocido por el apodo dentro del universo El Carnicero de la Bahía Harbor, es un asesino en serie ficticio y el antihéroe protagonista de la serie de libros Dexter escrita por Jeff Lindsay, así como de la serie de televisión del mismo nombre. En la serie de televisión, Dexter es interpretado por Michael C. Hall.
Tanto en las novelas como en las series de televisión, Dexter es un forense analista de salpicaduras de sangre que trabaja para el ficticio Departamento de Policía de Miami-Metro. En su tiempo libre, es un vigilante asesino en serie que ataca a otros asesinos que han evadido el sistema de justicia. Dexter sigue un código de ética que le enseñó en la infancia su padre adoptivo, Harry Morgan, al que se refiere como "El Código" o "El Código de Harry" y se basa en dos principios: Sólo puede matar personas después de encontrar pruebas concluyentes de que son culpables de asesinato, y no debe ser atrapado. Dexter se refiere a sus impulsos homicidas como su "oscuro pasajero"; cuando ya no puede ignorar su necesidad de matar, "deja que el Oscuro Pasajero conduzca". 
Las apariciones de Dexter en novelas incluyen El oscuro pasajero (2004), Querido Dexter (2005), Dexter in the Dark (2007), Dexter by Design (2009), Dexter Is Delicious (2010), Double Dexter (2011), Dexter's Final Cut (2013), y Dexter Is Dead (2015). En 2006, la primera novela fue adaptada a la serie de televisión de Showtime Dexter y su serie web complementaria Dexter: Early Cuts. La primera temporada se basa en gran medida en la primera novela, El oscuro pasajero (2004), pero las temporadas siguientes se alejaron del resto de la serie de libros.
Por su interpretación de Dexter, Hall ha recibido elogios de la crítica. En 2009, recibió un Globo de Oro al Mejor Actor en una Serie de Televisión o Drama. La revista Paste clasificó a Dexter Morgan en el puesto número 6 de su lista de los 20 mejores personajes de 2011. Además, Hall fue galardonado con un Television Critics Association Award por Logro individual en drama en 2007, y fue nominado cinco veces al Primetime Emmy al mejor actor en una serie dramática. Hall repitió su papel de Dexter en la miniserie Dexter: New Blood y en el estreno de la serie precuela Dexter: Original Sin, y está previsto que interprete al personaje en la serie secuela de 2025 Dexter: Resurrection.

## Caracterización

### Biografía general
Dexter Morgan nació en 1970. Al comienzo de la historia, Dexter recuerda muy poco sobre su vida antes de ser adoptado por Harry y Doris Morgan. Harry solo le dice a Dexter que sus padres biológicos murieron en un accidente automovilístico y que Harry lo trajo a casa desde la escena del crimen. Harry y Doris tienen una hija biológica, Debra ("Deborah" en las novelas) Morgan, que se convierte en la hermana adoptiva de Dexter. 
Cuando Dexter tiene siete años, Harry descubre que el niño ha estado matando mascotas del vecindario y se da cuenta de que Dexter es un sociópata con una necesidad innata de matar. En consecuencia, Harry decide canalizar los impulsos homicidas del niño en una dirección "positiva" enseñándole a ser un asesino cuidadoso y meticuloso de personas que "lo merecen": asesinos que han escapado de la justicia. Doris murió cuando Dexter tenía 16 años y Harry murió cuando Dexter tenía 20. En la segunda temporada, el enemigo de Dexter, el sargento James Doakes, descubre que Dexter abandonó su carrera en medicina para dedicarse al análisis de salpicaduras de sangre, a pesar de ser el mejor de su clase en la facultad de medicina. También señala que Dexter estudió Jiu-Jitsu avanzado en la universidad.
Tanto el programa de televisión como la primera novela revelan gradualmente la historia completa de Dexter. Dexter nació fuera del matrimonio en 1971 de una joven llamada Laura (Laura Moser en el programa). En las novelas, Laura estuvo involucrada en el tráfico ilegal de drogas. En el programa, Laura era una informante de Harry Morgan y su amante secreta. El padre biológico de Dexter estaba en el ejército de los EE. UU. y sirvió en la guerra de Vietnam, pero luego se convirtió en un criminal adicto a las drogas. Dexter también tenía un hermano mayor, llamado Brian. Cuando Dexter tenía dos años, fue testigo del brutal asesinato de su madre a manos de tres traficantes de drogas. Durante dos días, Dexter y Brian quedaron en una caja, rodeados de partes de cuerpos desmembrados y sentados en un charco de sangre. Harry adoptó a Dexter, mientras que Brian quedó al cuidado de servicios para niños y familias para el bienestar infantil.
Dexter solo recuerda el asesinato de su madre más tarde en su vida, cuando es llamado a una escena del crimen extremadamente sangrienta dejada por su hermano, quien también creció hasta convertirse en un asesino en serie. En la novela, Brian escapa de Miami, pero regresa en Dexter Is Delicious. En el programa, sin embargo, Dexter atrapa y (de mala gana) mata a Brian, consciente de que Brian nunca dejaría de intentar matar a Debra u otras personas inocentes.

### Perfil psicológico
Desde la infancia, Dexter ha sentido impulsos homicidas dirigidos por una voz interior a la que llama "el Pasajero Oscuro"; cuando esa voz no puede ser ignorada, "deja que el Oscuro Pasajero conduzca". Se rige por un código moral que le enseñó Harry: solo puede matar a personas que sean asesinas; debe encontrar pruebas concluyentes de su culpabilidad antes de matarlas; y debe ser lo suficientemente cuidadoso y metódico para evitar que lo atrapen.
Dexter se considera emocionalmente divorciado del resto de la humanidad; en su narración, se refiere a los "humanos" como si él mismo no lo fuera. Hace referencias frecuentes a un sentimiento interno de vacío y dice que mata para sentirse vivo. Afirma no tener sentimientos ni conciencia, y que todas sus respuestas emocionales son parte de un acto bien ensayado para ocultar su verdadera naturaleza. No tiene ningún interés en el romance o el sexo; considera que su relación con su novia (y eventual esposa) Rita Bennett es parte de su "disfraz".
A Dexter le gustan los niños, los encuentra mucho más interesantes que los adultos; en consecuencia, trata a las víctimas que se aprovechan de los niños con particular ira. Su conexión con los hijos de Rita, Astor y Cody, a veces reemplaza su relación con la propia Rita. Por ejemplo, en las novelas, Dexter continúa su relación con Rita porque se da cuenta de que los hijos de Rita exhiben las mismas tendencias sociopáticas que él tenía a su edad, y trata de brindarles una "orientación" similar a la que Harry le proporcionó. Al principio del programa, Dexter se desvía de su código de solo matar asesinos para deshacerse de un pedófilo que está acechando a Astor.
A los animales no les gusta Dexter, lo que puede causar problemas de ruido cuando acecha a una víctima que tiene mascotas. Las novelas revelan que una vez tuvo un perro que le ladraba y le gruñía hasta que se vio obligado a deshacerse de él y una tortuga que se escondió de él en su caparazón hasta que murió de hambre.
Dexter ocasionalmente se comporta de una manera que sugiere que siente una conexión humana rudimentaria. Reconoce lealtad a la familia, particularmente a su difunto padre adoptivo, diciendo: "Si fuera capaz de amar, cómo habría amado a Harry". Desde la muerte de Harry, la única familia de Dexter es su hermana Debra, la hija biológica de Harry y Doris. Dexter admite que no puede lastimar a Debra ni permitir que nadie más la lastime porque la "quiere". En el primer episodio de la primera temporada, dice: "No tengo sentimientos por nada, pero si pudiera tener sentimientos, los tendría por Deb".
En la primera temporada, la relación de Dexter con Rita pone en marcha su introducción gradual a los sentimientos humanos, progresando más cada temporada. Durante el episodio "Shrink Wrap", cuando su objetivo actual es un psicólogo, Dexter se infiltra en su oficina haciéndose pasar por un paciente, y el médico especula astutamente que parte del problema de Dexter para admitir sus sentimientos es su necesidad de control; esta revelación ayuda a Dexter a tener finalmente una intimidad real con Rita. En el final de la segunda temporada, "The British Invasion", Dexter finalmente admite que necesita a las personas en su vida. En la tercera temporada de Dexter, cuando un objetivo lo amenaza, Dexter lucha por vivir porque quiere ver a su hijo no nacido. En la cuarta temporada de Dexter, antes de matar a un oficial de policía que ha asesinado a su propio esposo e hija, Dexter se siente abrumado al darse cuenta de que no quiere perder a su nueva familia. También se horroriza cuando descubre que una de sus posibles víctimas es un esposo y padre abusivo; Dexter insiste vehementemente en que no es nada de eso y que nunca lastimaría a su familia.
En la quinta temporada de Dexter, después de que asesinan a Rita, Dexter se da cuenta de que la amaba de verdad y está devastado por perderla. Sin embargo, después de la muerte de Rita, Dexter empeoró en muchos aspectos. Estos iban desde su profundidad emocional hasta sus habilidades como asesino, ya que comenzó a ignorar matar a no asesinos e inocentes si eso significaba que permanecería libre; estaba dispuesto a matar a Maria LaGuerta y Angela Bishop (la última siendo su exnovia); y el sargento de policía Logan fue la víctima final de Dexter, así como la violación final del Código de Harry. A pesar de la flagrante violación del Código que fue el asesinato de Logan, Dexter no mostró absolutamente ningún remordimiento o culpa, en cambio se centró únicamente en escapar con su hijo Harrison, e incluso trató de justificar el asesinato ante Harrison. Esto mostró cuán bajo había caído realmente Dexter, ya que cuando había matado a Jonathan Farrow en el pasado, un hombre del que había estado convencido de que era un asesino pero que de hecho era inocente (de asesinato, pero no de abuso), se había sentido atormentado por la culpa y se había avergonzado de sí mismo. Su última conversación con Harrison fue un punto de inflexión para él: ya no podía considerarse moralmente superior a sus víctimas y aceptaba que él mismo encajaba en el Código y que era simplemente otro asesino.

### Modus operandi
Tanto en los libros como en la serie, Dexter selecciona a sus víctimas según el código de su padre adoptivo y las mata sólo después de haber descubierto pruebas suficientes para demostrar su culpabilidad. Para cada víctima, prepara ritualmente un lugar de asesinato que tiene alguna relevancia simbólica para el asesino (por ejemplo, matar a un boxeador en un ring de boxeo o a un jugador en el cobertizo de almacenamiento de un casino). Cubre completamente el lugar con una lona de plástico transparente para recoger toda la sangre derramada y, a menudo, lo adorna con pruebas o fotografías de los crímenes de sus víctimas.
La captura real de sus víctimas difiere entre los libros y el programa. En el programa, generalmente implica acercarse a las víctimas por detrás e inyectar un anestésico (especificado como un tranquilizante animal llamado clorhidrato de etorfina, o M99), lo que deja a sus víctimas temporalmente inconscientes. La inyección es una tradición establecida con su primera víctima, la enfermera del hospital. Utiliza el alias Patrick Bateman (el asesino en serie protagonista de American Psycho de Bret Easton Ellis) para conseguir estos tranquilizantes. En New Blood, Dexter cambia a usar ketamina para sedar a sus víctimas, debido a que ya no puede adquirir M99. Otras veces, Dexter incapacita a su objetivo usando sus manos o un garrote para cortar el flujo de sangre al cerebro. En los libros (y dos veces en el programa de televisión), se esconde en el asiento trasero del vehículo de su víctima, luego envuelve una soga de hilo de pescar alrededor de la garganta de su víctima cuando se sienta en el asiento delantero. Dexter luego usa la amenaza de asfixia para obligar a su víctima a conducirla hasta el lugar de asesinato preparado.
Una vez que llegan, los estrangula hasta dejarlos inconscientes o usa la soga para arrastrarlos hasta el lugar de la matanza. En tales casos, los anestesia una vez que les ha informado de su juicio. Cuando las víctimas despiertan, están desnudas y aseguradas a una mesa con film transparente y, para las víctimas más fuertes, cinta adhesiva. Si aún no lo ha hecho, las confronta con evidencia narrativa de sus crímenes. En las novelas, el método generalmente implica una "exploración" prolongada con varios cuchillos afilados; en la serie, el método favorito de Dexter generalmente implica una herida inmediatamente fatal en el pecho, el cuello o el intestino con una variedad de armas, generalmente un cuchillo afilado. Ocasionalmente varía sus métodos para adaptarse a víctimas particulares; mata a su hermano (y compañero asesino en serie) Brian cortándole la garganta con un cuchillo de mesa (la forma de la muerte y la propia vacilación de Dexter al infligir la herida hicieron que los patólogos concluyeran que Brian se suicidó); apuñala al jefe de la pandilla Little Chino en el pecho con un machete; y mata a Santos Jiménez, el hombre que asesinó a su madre, de la misma manera en que mataron a su madre, descuartizándolo con una motosierra. También intenta hacer lo mismo con el hombre que ordenó el asesinato de su madre, Héctor Estrada, pero se lo impiden porque están usando a Estrada como cebo contra Dexter: finalmente mata a Estrada simplemente apuñalándolo en el corazón. En otras ocasiones, usa martillos, taladros y otras herramientas eléctricas. En algunas ocasiones, Dexter incluso ha recurrido a matar con sus propias manos, como ahogar a las víctimas o romperles el cuello manualmente.
Justo antes del asesinato, Dexter colecciona trofeos de sus víctimas para poder revivir la experiencia. La firma del trofeo de Dexter es cortar la mejilla derecha de la víctima con un bisturí quirúrgico para recolectar una pequeña muestra de sangre, que conserva en un portaobjetos de microscopio. En el programa de televisión, Dexter mantiene las muestras de sangre de todas sus víctimas perfectamente organizadas en una caja de madera para archivar, que esconde dentro de su aire acondicionado. En las novelas, las guarda en una caja de palisandro en su estantería. Dexter, en la serie de televisión, finalmente descontinúa su práctica de tomar trofeos de muestras de sangre durante la séptima temporada, principalmente por la posibilidad de que lo atrapen debido a una renovada investigación secreta sobre el Carnicero de Bay Harbour, y porque Debra ha descubierto su verdadero yo y quiere ser una mejor persona para ella. En New Blood, toma una muestra de sangre de su primera víctima de asesinato en 10 años, pero no la conserva, proclamando que es un "monstruo en evolución".
Finalmente, desmembra los cuerpos en varios pedazos, los guarda junto con las láminas de plástico en bolsas de basura, las pesa con piedras y las sella con cinta adhesiva. Luego saca las bolsas en su bote, el Slice of Life, y las arroja por la borda al océano en un lugar definido; en la serie de televisión, su vertedero es una pequeña fosa oceánica cerca de la costa. En un episodio, el lugar del vertedero y los restos son descubiertos inadvertidamente por buceadores, por lo que cambia de táctica, corta los cuerpos en pedazos más pequeños y los arroja más lejos de la costa, donde serán dispersados por la Corriente del Golfo. En el caso de su primera víctima en Dexter: New Blood, todavía desmembra el cuerpo, pero inicialmente solo entierra los restos en bolsas de plástico debajo de un pozo de fuego junto a su cabaña. Cuando comienza una investigación, quema los restos en un incinerador. El incinerador se convierte en su método de elección para deshacerse de sus víctimas, aunque deja a dos de ellas en los lugares donde las mató porque no tiene tiempo para deshacerse de ellas. Los libros dan menos detalles sobre la eliminación, y Dexter suele improvisar en función de la víctima. Arroja algunas víctimas al océano, pero utiliza anclas para pesar las bolsas. Desecha otro cuerpo en un tanque de ácido clorhídrico.

## Dexter en el programa de televisión

### Primera temporada
Al comienzo de la primera temporada, Dexter es un analista de salpicaduras de sangre para el Departamento de Policía Metro de Miami; en su "vida secreta", es un asesino en serie que se aprovecha de personas que son ellos mismos asesinos. En su vida privada, Dexter mantiene relaciones superficiales; con su hermana Debra (Jennifer Carpenter), su novia Rita (Julie Benz), y los hijos de Rita, Astor (Christina Robinson) y Cody](Daniel Goldman en la primera temporada, Preston Bailey en temporadas posteriores) para parecer normales. Dexter tiene conversaciones internas con su difunto padre adoptivo, Harry Morgan (James Remar), quien le da consejos sobre cómo matar y cómo manejar su vida personal. 
El matrimonio abusivo anterior de Rita la deja con miedo de tener relaciones sexuales, lo que se adapta perfectamente al asexual Dexter. Sin embargo, cuando ella supera sus demonios y se vuelve más amorosa, Dexter considera terminar la relación, temiendo que ella lo vea como realmente es si se convierten en una pareja real. Sin embargo, durante una sesión de terapia con una de sus víctimas previstas, el psicólogo Emmett Meridian (Tony Goldwyn), Dexter entra en un estado de relajación profunda, en el que ve una imagen aterradora de un niño pequeño sentado en un charco de sangre. En un estado emocional exaltado, corre a la casa de Rita en busca de consuelo, y tienen relaciones sexuales.
Mientras tanto, un asesino en serie de prostitutas aparece en Miami, y Dexter se da cuenta de que el asesino está dejando pistas ocultas en la escena que tienen un significado personal para Dexter. Un día, Dexter recibe una notificación oficial de que un hombre llamado Joseph Driscoll es su padre biológico, y que, como Dexter es el único pariente más cercano, debe venir a arreglar la herencia y reclamar el cuerpo. El nuevo novio de Debra, Rudy Cooper (Christian Camargo), insiste en que acompañen a Dexter y Rita a limpiar la casa. Dexter duda que Driscoll sea su padre, pero mientras limpia, descubre una tarjeta de agradecimiento que le envió a su donante de sangre cuando era niño, ya que Dexter tiene un tipo de sangre raro (AB-). omo Harry había convencido a Driscoll de donar la sangre de forma anónima, Dexter no tenía ni idea de dónde había venido. Dexter sospecha que la muerte de su padre fue un crimen, pero el cuerpo es incinerado antes de que Dexter pueda obtener pruebas. El programa revela al espectador que Rudy asesinó a Driscoll con una inyección de insulina diseñada para imitar un ataque cardíaco.
La rivalidad de Dexter con el ex marido de Rita, Paul (Mark Pellegrino), que recientemente ha sido puesto en libertad condicional, se torna violenta; Paul intenta luchar contra Dexter, quien lo deja inconsciente. Para cubrir sus huellas, Dexter le inyecta heroína a Paul y lo deja para que lo encuentren. Paul da positivo en un test de drogas (y rompe así su libertad condicional) y vuelve a la cárcel.
Dexter es llamado para analizar una habitación de hotel inundada de sangre de varias personas. La visión desencadena un ataque de pánico y evoca varios recuerdos de él mismo de niño sentado en sangre. Su investigación lo lleva a descubrir que fue testigo del asesinato de su madre cuando era niño y que tenía un hermano llamado Brian.
Finalmente, el Asesino del Camión de Hielo (que resulta ser Rudy) secuestra a Debra después de proponerle matrimonio, luego la droga y la lleva a la casa de la infancia de Dexter. Cuando Dexter va a rescatar a Debra, finalmente reconoce a Rudy como su hermano perdido hace mucho tiempo, Brian Moser.
Brian propone que comiencen a asesinar juntos y lleva a Dexter hasta una Debra atada y drogada, y sugiere que ella sea su primera víctima. Después de luchar con conflictos internos por su apego a su hermano biológico y la necesidad de proteger a su hermana adoptiva, Dexter finalmente decide que su lealtad está con Debra. Más tarde, Brian comienza a cazar a Debra él mismo, pero Dexter apresa a Brian y luego lo ata a una mesa de operaciones en el apartamento de Brian. Dexter, entre lágrimas, le corta la garganta a Brian, preparando la escena del crimen para que parezca que Brian se suicidó. Finalmente, la policía encuentra el cuerpo y cierra el caso. La temporada termina con Dexter preguntándose cómo sería si todos supieran sus secretos e imaginando que una multitud lo adora fuera de la estación de policía.

### Segunda temporada
En la segunda temporada, Dexter está tan atormentado por haber matado a su propio hermano que no puede volver a matar. Para empeorar las cosas, Debra, traumatizada por su terrible experiencia con el Asesino del Camión de Hielo, se muda con Dexter, lo que dificulta su vida secreta. El némesis de Dexter, el Sargento James Doakes (Erik King), alberga sospechas persistentes sobre la posible conexión de Dexter con el Asesino del Camión de Hielo, y comienza a seguirlo por todas partes. Para despistarlo, Dexter se abstiene de matar a regañadientes durante un mes. Justo cuando Dexter encuentra la oportunidad de matar de nuevo, se encuentran más de 30 cuerpos (las víctimas de Dexter) en un puerto de Miami, lo que provoca una búsqueda masiva del llamado "Carnicero de la Bahía Harbour".
Rita pronto se da cuenta de que Dexter le ha estado mintiendo y concluye que Dexter es un adicto a la heroína; Dexter confiesa vagamente tener "una adicción" para ocultar su verdadero secreto. Rita lo obliga a asistir a las reuniones de Narcóticos Anónimos, donde conoce a Lila Tournay (Jaime Murray), quien se convierte en su patrocinadora. Lila lo convence de explorar su pasado, y mientras está bajo extrema presión después de enfrentar y matar al asesino de su madre, su relación con Lila se vuelve sexual. Dexter se confiesa a Rita, quien lo abandona. Lila se obsesiona con Dexter, creyendo que es su alma gemela. Finalmente, sin embargo, el deseo de Dexter de estar con Astor y Cody lo obliga a pedirle perdón a Rita; ella se lo concede y vuelven a estar juntos. Dexter descubre que Lila es en realidad una sociópata que asiste a las reuniones de NA para experimentar indirectamente emociones que ella no es capaz de sentir, y le dice que lo deje en paz. Lila toma represalias incriminando al colega y amigo de Dexter, Angel Batista (David Zayas), por violación, aunque finalmente lo exculpan.
Las sospechas de Doakes se calman un poco cuando se da cuenta de que Dexter asiste a Narcóticos Anónimos, pero comienza a sospechar que se trata de una tapadera para un secreto aún peor. A medida que Doakes se acerca a descubrir la verdad, Dexter lo provoca para que tenga un altercado físico en el trabajo, lo que resulta en la suspensión de Doakes. En "The British Invasion", Doakes finalmente atrapa a Dexter en el acto de deshacerse de un cuerpo desmembrado en los Everglades de Florida. Dexter se ve obligado a tomar como prisionero a Doakes y se dispone a incriminarlo. Lila descubre la cabaña en los Everglades donde Dexter retiene a Doakes y la hace estallar (con Doakes dentro), para proteger a Dexter. La policía finalmente encuentra el cuerpo carbonizado de Doakes, rodeado de la parafernalia asesina de Dexter, y concluye que Doakes era el Carnicero de la Bahía Harbour, para gran alivio de Dexter.
Dexter finge querer huir con Lila, pero ella pronto descubre que él tiene la intención de matarla. Lila secuestra a Astor y Cody, y cuando Dexter los encuentra en su casa, le prende fuego y los deja a los tres encerrados dentro. Dexter logra salvar a los niños y escapar ileso. Semanas después, sigue a Lila a París, donde le agradece por mostrarle su "verdadero yo" antes de matarla.

### Tercera temporada
En la tercera temporada, Dexter encuentra que su vida es manejable hasta que descubre que Rita está embarazada. Dexter, temeroso de qué tipo de padre sería, considera dejar a Rita sola para que críe a sus hijos, hasta que Debra lo convence de que sería un gran padre. Después de algunas propuestas de matrimonio fallidas, Dexter le propone matrimonio nuevamente imitando una declaración de amor de una de sus víctimas. Rita finalmente acepta, con la bendición de sus hijos.
Mientras tanto, después de matar a Oscar Prado en defensa propia mientras intenta asesinar a un traficante de drogas homicida llamado Freebo, Dexter entabla una improbable amistad con el hermano de Oscar, Miguel (Jimmy Smits), un popular asistente del fiscal de distrito. Mientras persigue a Freebo por la noche, Prado se topa con Dexter, ensangrentado por haber asesinado a Freebo; Dexter afirma que mató a Freebo en defensa propia. Prado le ofrece a Dexter la camisa ensangrentada de Freebo como prueba de que no revelará el secreto de Dexter. Los dos hombres se van acercando y Dexter incluso nombra a Prado su padrino de boda. Prado se da cuenta poco a poco de que Dexter es un asesino en serie y comienzan a asesinar juntos según el "código" de Dexter. Cuando Prado se desvía del código para asesinar a una abogada defensora rival, se desencadena un juego de chantaje y presión entre los dos hombres. Dexter descubre que la sangre en la camisa es en realidad bovina, lo que significa que Prado solo lo estaba usando como excusa para matar. Enfadado y herido, Dexter decide matar a Prado.
Dexter luego mata a Prado y se casa con Rita, con Debra como su "padrino de boda". Después de ser avisado por Prado, un asesino en serie llamado "el Despellejador" (Jesse Borrego), que está buscando a Freebo, secuestra a Dexter el día de su boda. Enfrentándose a una muerte segura, Dexter decide seguir luchando para poder vivir para ver a su hijo; se libera y mata al Despellejador rompiéndole el cuello y arrojando su cuerpo a un coche de policía que llega.
Durante el transcurso de la temporada, Dexter justifica el asesinato de dos personas que no encajan en su código: Nathan Marten (Jason Kaufman), un pedófilo que acecha a Astor; y su vieja amiga Camilla Figg (Margo Martindale), quien se está muriendo de cáncer y le pide que ponga fin a su sufrimiento.

### Cuarta temporada
Al comienzo de la cuarta temporada, Rita ha dado a luz a un niño, Harrison. Dexter está feliz de tener un hijo propio, pero sus responsabilidades como padre primerizo lo dejan demasiado exhausto para matarlo. A Dexter le resulta cada vez más difícil seguir ocultando su vida secreta, lo que le lleva a tener conflictos con Rita y Astor, que ha entrado en la adolescencia. A instancias de Rita, Dexter y ella entran en terapia de pareja.
Mientras conduce a casa después de matar a su primera víctima en meses, Dexter se queda dormido al volante y tiene un accidente, y la pérdida de memoria a corto plazo resultante le hace olvidar dónde está el cuerpo de su víctima. Finalmente vuelve sobre sus pasos y se deshace del cuerpo. Después de que el agente especial retirado Frank Lundy (Keith Carradine) es asesinado, Dexter comienza su búsqueda del llamado "Asesino Trinity", que ha estado cometiendo asesinatos rituales en todo el país durante 30 años. Sin embargo, una vez que Dexter encuentra al asesino, se sorprende al descubrir que "Trinity" es en realidad Arthur Mitchell (John Lithgow), un hombre de familia y pilar de su comunidad.
Dexter asume el alias de Kyle Butler y comienza a insinuarse en la vida personal de Mitchell en un esfuerzo por aprender cómo Mitchell equilibra sus responsabilidades familiares con su vida secreta como asesino en serie. Con ese fin, Dexter pospone repetidamente el asesinato de Mitchell, frustra los esfuerzos de la policía por detenerlo e incluso salva la vida de Mitchell cuando intenta suicidarse. Sin embargo, al conocer a Mitchell, Dexter se da cuenta de que lo juzgó mal; después de pasar el Día de Acción de Gracias con la familia Mitchell, Dexter se entera de que su posible mentor es un tirano abusivo cuya familia le tiene miedo. Después de tener un altercado violento con Mitchell, Dexter insiste en que no se parecen en nada y cree que puede ser capaz de silenciar a su Pasajero Oscuro de forma permanente.
Durante su persecución de Trinity, Dexter se dirige a un fotógrafo, Jonathan Farrow (Greg Ellis), acusado de asesinato, y lo ataca después de que aparentemente amenaza a Debra. Consigue pruebas que indican que Farrow mató a las modelos a las que tomó fotos, antes de capturar y matar a Farrow en su propio estudio de fotografía, a pesar de las firmes y temerosas protestas de Farrow de que no mató a nadie. Al día siguiente, Dexter se entera de que, de hecho, era el asistente de Farrow el que había estado matando a las modelos, y queda conmocionado y lleno de culpa por el hecho de haber asesinado a un hombre inocente.
Cuando regresa a casa, Dexter hace arreglos para que Rita y él se tomen una luna de miel tardía. Envía a Rita por delante y atrapa a Mitchell, que está tratando de escapar de la ciudad. Antes de que Dexter lo mate con un martillo, Mitchell le dice que Dexter no podrá controlar sus impulsos violentos por mucho tiempo y que "ya se acabó", lo mismo que Mitchell le dice a sus víctimas justo antes de matarlas. 

Harry tenía razón. Pensé que podía cambiar lo que soy, mantener a mi familia a salvo. Pero no importa lo que haga, lo que elija... Soy lo que está mal. Este es... el destino
Dexter Morgan, "The Getaway", Episodio 4.12

Después de regresar a casa, Dexter llama al teléfono de Rita para averiguar si ella y Harrison se encuentran bien. Inmediatamente escucha que el teléfono de Rita comienza a sonar, lo que indica que ella está en la casa. Harrison comienza a llorar y Dexter queda devastado al encontrar a Rita muerta en la bañera, con Harrison en el piso en un charco de sangre de su madre; ella fue la última víctima de Trinity.

### Quinta temporada
La quinta temporada comienza con un Dexter conmocionado y lleno de culpa que agarra a Harrison mientras la policía responde a su llamada, en la que Dexter dice "Fui yo". Si bien quiere decir que la mató al dejarle saber a Mitchell su identidad, la policía interpreta esto como una admisión de culpa directa. Sin embargo, el FBI pronto exculpa a Dexter, ya que estaba con la policía en la casa de Mitchell en el momento en que Rita fue asesinada.
Dexter pasa el día siguiente completamente aturdido, incapaz de fingir cualquier tipo de emoción o dolor. Mientras Dexter planea desconectarse y reiniciarse, se encuentra confrontado por Rankin (Brad Carter), un paleto impetuoso y malhablado. Cuando Rankin insulta a Rita, Dexter lo mata en un ataque de ira. Harry le dice a Dexter que este acto es la primera cosa humana que ha visto hacer a Dexter desde la muerte de Rita.
Astor y Cody, angustiados por la muerte de Rita, se van a vivir con sus abuelos. Dexter intenta seguir adelante contratando a una niñera para que cuide de Harrison mientras él sale a buscar a su próxima víctima. Se decide por Boyd Fowler (Shawn Hatosy), un violador convicto cuya conexión con una serie de mujeres desaparecidas lo convierte en el objetivo perfecto. Dexter mata a Fowler, pero encuentra a la última víctima de secuestro y violación de Fowler, una joven rubia llamada Lumen Pierce (Julia Stiles), que todavía está viva. Después de debatir si matarla o no (y así eliminar a un testigo potencial), Dexter cede a su mejor naturaleza y decide protegerla. A Lumen le resulta difícil confiar en Dexter, pero se da cuenta de que no quiere hacerle daño. Ella revela que Fowler no fue el único hombre que la violó. A medida que Lumen se integra gradualmente en la vida de Dexter, le ruega que la ayude a perseguir a sus atacantes; Dexter acepta de mala gana. Acechan a un dentista infantil y al jefe de seguridad de un orador motivacional de alto perfil llamado Jordan Chase (Jonny Lee Miller). Pronto queda claro que Chase también fue uno de los atacantes de Lumen. Para complicar aún más la situación, está el detective Joey Quinn (Desmond Harrington), quien cree que Dexter mató a Rita y está demasiado cerca de descubrir los oscuros secretos de Dexter.
Para mantener a la policía ocupada, Dexter los pone tras la pista de Fowler. Dexter conoce personalmente a Chase y se topa con una foto que demuestra que todos los atacantes de Lumen (que también son culpables de torturar, violar y asesinar a otras 12 mujeres) se conocen desde la infancia.
Dexter finalmente encuentra un frasco de sangre que Chase lleva alrededor de su cuello. Después de extraer una muestra, descubre que la sangre pertenece a Emily Birch (Angela Bettis), la primera víctima del club de violación. Ella le proporciona a Lumen y Dexter la identidad del misterioso cuarto atacante en la foto, Alex Tilden (Scott Grimes). Dexter permite que Lumen mate a Tilden apuñalándolo en el corazón. Dexter y Lumen luego se convierten en amantes, antes de continuar su búsqueda de Chase. Mientras Lumen y Dexter planean capturar a Chase, Dexter se da cuenta de que hay cámaras en su apartamento. Dexter, suponiendo que Quinn lo está vigilando, espera a que regrese a la camioneta de vigilancia. Cuando Dexter abre la puerta para capturar a Quinn, Stan Liddy (Peter Weller), un investigador privado que Quinn había contratado para seguir a Dexter, aturde a Dexter con una pistola paralizante. Después de que Liddy llama a Quinn para arrestar a Dexter, Dexter ataca a Liddy y lo mata en defensa propia, después de que Liddy intenta apuñalarlo.
Mientras Dexter se deshace del cuerpo de Liddy, Lumen recibe una llamada de Emily. Emily parece asustada de Chase y amenaza con llamar a la policía, pero se revela que está preparando una trampa para permitir que Chase los capture. Dexter regresa al apartamento y descubre que Lumen se ha ido. Sigue a Chase hasta el campamento donde había comenzado el club de violaciones. En un ataque de emoción, accidentalmente destroza el auto robado que conduce, lo que permite que Chase lo tome prisionero. Chase lleva a Dexter al edificio en el que tiene a Lumen retenido. Cuando Chase está a punto de matarlos, Dexter se libera con un cuchillo que tenía escondido e inmoviliza a Chase apuñalándolo en el pie y en el suelo. Dexter libera a Lumen y deja inconsciente a Chase. Cuando Chase se despierta, Dexter permite que Lumen lo mate. Mientras todavía están en la sala de asesinatos, preparándose para mover el cuerpo, Debra llega a la escena, aunque su visión de Dexter y Lumen está obstruida por una lámina de plástico. Dexter y Lumen, atrapados, permanecen en silencio. Sin preguntarles su identidad, Debra les advierte que está a punto de pedir refuerzos y les permite huir antes de que llegue la policía.
Al día siguiente, Lumen le dice a Dexter que ya no siente la necesidad de matar y que no pueden estar juntos porque los impulsos homicidas de Dexter nunca lo abandonarán. Luego se va para volver a la vida que tenía antes de su secuestro. La temporada termina con Dexter rodeado de amigos y familiares en la fiesta del primer cumpleaños de Harrison.

### Sexta temporada
Aproximadamente un año después, en la sexta temporada, Dexter ha comenzado a buscar un preescolar para Harrison, aunque su ateísmo entra en conflicto con los preescolares religiosos a los que se postula. Encuentra una mayor comprensión a través del hermano Sam (Mos Def, acreditado como Mos y más tarde como Yasiin Bey), un ex convicto y asesino a quien Dexter alguna vez consideró matar, quien desde entonces se ha convertido en un cristiano renacido que aconseja a otros ex convictos. Dexter inicialmente ve la conversión religiosa del hermano Sam como una estafa, pero el hermano Sam demuestra ser un hombre verdaderamente cambiado, e incluso ayuda a Dexter a superar una crisis cuando Harrison se somete a una apendicectomía.
Poco después, el hermano Sam recibe un disparo y resulta mortalmente herido en su garaje. Dexter se da cuenta de que un amigo de Sam, Nick (Germaine De Leon), es el responsable y jura venganza. En su lecho de muerte, Sam perdona a Nick e implora a Dexter que haga lo mismo. Dexter considera perdonar a Nick cuando inicialmente parece arrepentido, pero eso resulta ser un acto; después de que Sam se niega a presentar cargos en su lecho de muerte, Nick se jacta de lo que hizo. Un Dexter enfurecido ahoga a Nick en las olas, despertando en él la presencia de su hermano muerto, Brian, quien comienza a guiarlo de la misma manera que alguna vez lo hizo la presencia de Harry.
Brian convence a Dexter de ir tras el hijo de Arthur Mitchell, Jonah (Brando Eaton), quien parece haberse convertido también en un asesino. Dexter finalmente atrapa a Jonah con la intención de matarlo, pero cede cuando ve que Jonah se siente culpable por no haber protegido a su hermana, quien se suicidó cortándose una arteria en una bañera, de manera similar a cómo Mitchell mató a sus víctimas. Cuando Jonah y su madre descubrieron a la hermana de Jonah, su madre culpó a los niños por las deficiencias de su padre. Esto enfureció a Jonah, quien luego mató a su madre. Al enterarse de esta nueva información, Dexter rechaza a Brian y reafirma el "Código de Harry", dejando a Jonah con vida para perdonarse a sí mismo.
Mientras tanto, Dexter comienza a investigar al "Asesino del Juicio Final", un asesino en serie que modela sus crímenes según el Apocalipsis. Dexter pronto descubre que los asesinatos están siendo cometidos por dos personas: un profesor universitario fanáticamente religioso llamado James Gellar (Edward James Olmos) y su protegido, Travis Marshall (Colin Hanks). Dexter rastrea a Marshall, pero se niega a matarlo, creyendo que Marshall tiene conciencia y simplemente está siendo llevado por el camino equivocado. Dexter entonces decide salvar a Marshall de sí mismo.
Después de la muerte de la hermana de Marshall, Dexter lo sigue hasta la antigua iglesia y descubre el cuerpo de Gellar en un congelador, concluyendo que Marshall había estado actuando solo todo el tiempo, con Gellar como una identidad disociativa. Después de verse obligado a aceptar la muerte de Gellar, Marshall comienza a apuntar a Dexter, logrando capturarlo y promulgar el lago de fuego. Sin embargo, Dexter escapa y es rescatado por un barco pesquero que transporta inmigrantes ilegales con destino a Florida. Marshall secuestra a Harrison para sacrificarlo como el "cordero de Dios" durante un eclipse solar, pero Dexter rescata a Harrison y lleva a Marshall a la antigua iglesia. Debra ingresa a la iglesia, buscando encontrar a Dexter después de una reunión reciente con un terapeuta que la ayudó a darse cuenta de que está enamorada de su hermano adoptivo, solo para ver a Dexter matar a Marshall.

### Séptima temporada
En el primer episodio de la séptima temporada, Dexter le dice a una desconcertada Debra que mató a Marshall por impulso después de que Marshall le tendiera una emboscada. Debra le cree al principio y lo ayuda a destruir la antigua iglesia, con el cuerpo de Marshall dentro. Sin embargo, unos días después, Debra encuentra los cuchillos de Dexter y la colección de muestras de sangre, y le pregunta directamente si es un asesino en serie. Sin saber qué más decir, Dexter responde que sí. Debra está horrorizada, pero decide ayudar a Dexter a dejar de matar mudándose con él y vigilándolo constantemente.
Después de semanas bajo la vigilancia de Debra, un Dexter estresado secuestra a Louis Greene (Josh Cooke), un excompañero de trabajo que le guarda rencor, con la intención de matarlo. Sin embargo, Dexter cede en el último minuto y llama a Debra para que lo disuada de ello, asegurándole que, después de todo, hay bondad en él.
Dexter escapa de la vigilancia de Debra el tiempo suficiente para deshacerse de Ray Speltzer (Matt Gerald), un brutal asesino en serie que había evadido la prisión por un tecnicismo, y Debra llega a comprender por qué Dexter mata. Ella hace un trato con él: no detendrá a Dexter mientras él no le cuente sobre ello o interfiera con las investigaciones de Miami-Metro.
Dexter se propone matar a Hannah McKay (Yvonne Strahovski), una envenenadora en serie que, cuando era adolescente, se dedicó a matar a lo largo del país con su novio. Dexter la somete y se prepara para matarla, pero se detiene cuando Hannah no parece tenerle miedo. De repente, ambos se sienten atraídos y tienen relaciones sexuales. Dexter se enamora de Hannah, quien lo ayuda a darse cuenta de que su "Pasajero Oscuro" no controla su vida.
Sin embargo, el romance de Dexter con Hannah complica su relación con Debra. Debra tiene la intención de arrestar a Hannah por el asesinato de Sal Price, un escritor de novelas policiacas por el que Debra tenía sentimientos, y Dexter tiene problemas para conciliar sus sentimientos por su novia con su responsabilidad hacia su hermana adoptiva. Para empeorar las cosas, la capitana de Miami-Metro María LaGuerta (Lauren Velez) reabre el caso del Carnicero de la Bahía Harbor, convencida de que Doakes era inocente y de que Dexter está ocultando algo. Cuando Dexter intenta matar a Héctor Estrada (Nestor Serrano), el hombre que ordenó el asesinato de la madre de Dexter, LaGuerta llega al lugar y lo obliga a dejar ir a Estrada para que pueda escapar. Dexter deduce que LaGuerta había orquestado la liberación de Estrada de la prisión para tenderle una trampa a Dexter.
Al principio de la temporada, el mafioso Isaak Sirko (Ray Stevenson) jura matar a Dexter para vengar a su amante, Viktor Baskov (Enver Gjokaj), un asesino de policías y una de las víctimas de Dexter. Temiendo por la seguridad de su familia, Dexter planea el arresto de Sirko, pero Sirko pronto es liberado bajo fianza y reanuda su venganza. Sirko pide la protección de Dexter contra sus antiguos socios, que temen que testifique en su contra; a cambio, le promete a Dexter que lo dejará vivir. Dexter se niega, pero termina acudiendo inadvertidamente en ayuda de Sirko cuando uno de sus antiguos secuaces los ataca a ambos. Dexter mata al mafioso, pero es demasiado tarde para salvar a Sirko, que resulta mortalmente herido durante la pelea. Mientras muere, Sirko le asegura a Dexter que todavía puede encontrar la felicidad.
Debra sufre un accidente de coche casi fatal tras un enfrentamiento con Hannah, e insiste a Dexter en que Hannah la envenenó. Dexter se niega a creerlo al principio, pero sospecha lo suficiente como para pedir un análisis de toxicología en la botella de agua de Debra. Para horror de Dexter, los resultados demuestran que Hannah había mezclado el agua de Debra con una sobredosis de Xanax. Sin otra opción, Dexter le da a Debra una prueba de que Hannah asesinó a Price y observa, desconsolado, cómo Debra la arresta.
LaGuerta hace que arresten a Dexter por los asesinatos del Carnicero de la Bahía Harbor, pero Dexter es liberado gracias a una prueba que había manipulado para despistarla. Sin embargo, Dexter está seguro de que LaGuerta no se rendirá y decide matarla, aunque hacerlo sería una violación de su "código". Dexter secuestra y mata a Estrada para atraer a LaGuerta, y luego la deja inconsciente, planeando dispararle para que parezca que Estrada la mató. En ese momento, Debra irrumpe, apuntando a Dexter con una pistola y rogándole que no siga adelante con eso. LaGuerta recupera la conciencia e insta a Debra a matar a Dexter. Al no ver ninguna salida, Dexter se resigna a su destino y le dice a Debra que "haga lo que tenga que hacer". Sin embargo, para sorpresa de Dexter, Debra apunta con el arma a LaGuerta y la mata de un disparo. Cuando comienza la cuenta regresiva para el nuevo año, Dexter se pregunta si este es el "principio del fin".

### Octava temporada
La octava temporada comienza seis meses después, con Dexter cada vez más preocupado por Debra, quien ha dejado la fuerza policial y ha caído en una espiral de depresión y comportamiento autodestructivo. Dexter va a su nuevo trabajo como investigadora privada y se entera de que Debra está persiguiendo y durmiendo con el traficante de drogas Andrew Briggs (Rhys Coiro). Cuando Dexter la confronta, Debra le dice que desearía haberlo matado a él en lugar de a LaGuerta. Unos días después, Dexter se entera de que un asesino, El Sapo (Nick Gomez), va a matar a Briggs y Debra, y Dexter va al hotel de Debra para salvarla. Se produce una pelea, en la que Dexter mata a Briggs. Le ruega a Debra que lo acompañe, pero ella se niega. Poco después, encuentran muerto a El Sapo y llaman a Dexter para que investigue. Descubre que parte de la sangre que hay en la escena pertenece a Debra. Ella admite haber matado a El Sapo y Dexter encubre el crimen a regañadientes.
Dexter conoce a la Dra. Evelyn Vogel (Charlotte Rampling), una neuropsiquiatra que consulta con Miami Metro sobre un asesino en serie conocido como "el neurocirujano" que extrae partes del cerebro de sus víctimas. Vogel, especialista en neuropatología de psicópatas, le dice a Dexter que conocía a Harry y lo ayudó a inventar el "código" de Dexter porque cree que los psicópatas pueden desempeñar papeles útiles en la sociedad. Vogel dice que el "neurocirujano" es uno de sus antiguos pacientes y le pide a Dexter que lo mate antes de que él vaya tras ella.
Quinn llama a Dexter para contarle que Debra se ha presentado en Miami Metro, completamente borracha, y ha confesado haber asesinado a LaGuerta. Preso del pánico, Dexter corre hacia allí con Vogel a cuestas y deja inconsciente a Debra con una dosis baja del tranquilizante que usa con sus víctimas. Se da cuenta de que no puede ayudar a Debra y le pide a Vogel que la trate.
Dexter comienza a investigar a otro de los antiguos pacientes de Vogel, el asesino en serie A. J. Yates (Aaron McCusker). Salva a una de las víctimas de Yates y se enfrenta al asesino, que escapa. Al día siguiente, Debra le pide a Dexter que la acompañe en un viaje para que puedan hablar. Durante el viaje, ella choca intencionalmente el auto contra el estacionamiento, con la intención de matarlos a ambos. Sin embargo, Debra sobrevive y salva la vida de Dexter. Cuando Yates secuestra a Vogel, ambos dejan de lado sus diferencias para buscarlo. Dexter mata a Yates para evitar que lastime a Debra, y él y Debra se reconcilian.
Dexter pone sus miras en una nueva víctima: Zach Hamilton (Sam Underwood), un adolescente de una familia adinerada que asesinó a la amante de su padre y ahora se prepara para matar a su padre. Dexter secuestra a Zach, quien admite que le gusta matar y que lo volverá a hacer. Al ver en Zach un alma gemela, Dexter promete enseñarle a matar sin que lo atrapen.